# Joseph Myers
Joseph F. Myers (Alderson (West Virginia), 19 juni 1919 - gesneuveld bij Arnhem (Gelderland), 30 september 1944) was een Amerikaanse officier. Hij werd op 8 oktober 1945 bij Koninklijk Besluit door koningin Wilhelmina postuum benoemd tot Ridder in de Militaire Willems-Orde.
Eerste luitenant Joseph F. Myers was een van de officieren van de G Company, 401st G.I.R., 82nd Airborne Division, een luchtlandingseenheid die tijdens Operatie Market Garden met zweefvliegtuigen afdaalde.
Tijdens de gevechten van de 82ste Airborne Division in het gebied van Nijmegen in de periode van 17 september tot 4 oktober 1944 heeft Joseph F. Myers zich, zo vermeldt het Koninklijk Besluit, "tijdens de gevechten van de 82ste Airborne Division in het gebied van Nijmegen in de periode van 17 september tot 4 oktober 1944 onderscheiden door het bedrijven van uitstekende daden van moed, beleid en trouw.
Daarbij herhaaldelijk blijk gegeven van buitengewone plichtsbetrachting en groot doorzettingsvermogen, en in alle opzichten een zeer loffelijk voorbeeld, een inspiratie geweest voor allen in die roemvolle dagen, waarbij hij zelf het leven heeft gelaten".

## Onderscheidingen
- Ridder der vierde klasse in de Militaire Willems-Orde op 8 oktober 1945[1][2]
- Distinguished Service Cross op 11 november 1944[2]
- Bronze Star[2]
- Purple Heart met één bronze Oak Leaf cluster[2]

Charles Billingslea · Robert C. Blankenship · Charles King Boyd · Julian Aaron Cook · Daniel Frank Elam · Edward Simons Fulmer · Wesley Harris · Glenn Jonas · William Kero · Harry William Osborn Kinnard · Paul Lester · Joseph Myers · Herbert Edgar Schulman · Maxwell D. Taylor · Dewitt S. Terry · Reuben Henry III Tucker · Waverly W. Wray